# Micleușeni, Strășeni
Micleușeni este satul de reședință al comunei cu același nume  din raionul Strășeni, Republica Moldova. Comuna are 2 336 locuitori, iar însuși satul Micleușeni numără 2 041.
Biserica din piatră din satul Micleușeni are plan cruciform, cu absida estică de plan dreptunghiular. Un tambur orb octogonal cu o mică cupolă în formă de bulb încununează spațiul naosului locașului. Clopotnița bisericii, cu trei caturi, este de asemenea încununată cu un acoperiș piramidal și de o cupolă în formă de bulb. Ea este cu mult mai înaltă decât cupola de deasupra naosului. Ferestrele bisericii sunt izolate și au profiluri semicirculare.
Tehnică de construcție: piatră tencuită, cărămidă.

## Istorie
Prima atestare documentară a satului datează din 25 aprilie 1420:
„Din mila lui Dumnezeu, noi, Alexandru voievod, domn al Țării Moldovei. Facem cunoscut, cu această carte a noastră, tuturor celor care o vor vedea sau o vor auzi citindu-se, că această adevărată slugă a noastră și credincios boier, pan Oană vornic, a slujit mai înainte sfântrăposaților noștri înaintași cu dreapta și credincioasa slujbă, iar astăzi ne slujește nouă cu dreapta și credincioasa slujbă. De aceea, noi, văzând dreapta și credincioasa lui slujbă către noi, l-am miluit cu deosebita noastră milă și i-am dat în țara noastră, în Moldova, satele anume Corneștii, și Miclăușeni, și Lozova, și Săcărenii, și Vornicenii, și Dumeștii și Țigăneștii și Lavreștii și Sadova și Homicești. Toate acestea să-i fie de noi uric, cu tot venitul lor, lui și copiilor lui, și nepoților lui, și strănepoților lui, și răstrănepoților lui și întregului lui neam, cine se va alege cel mai apropiat, neclintit niciodată, în vecii vecilor.

...

Iar pentru mai mare întărire a tuturor celor mai sus-scrise, am poruncit slugii noastre credincioase, pan Isaia logofăt, să scrie și să atârne pecetea noastră la această carte a noastră.

La Suceava, în anul 6928 <1420> aprilie 25.”

## Galerie de imagini
Biserica „Sfânta Treime” din localitate, monument ocrotit de stat.

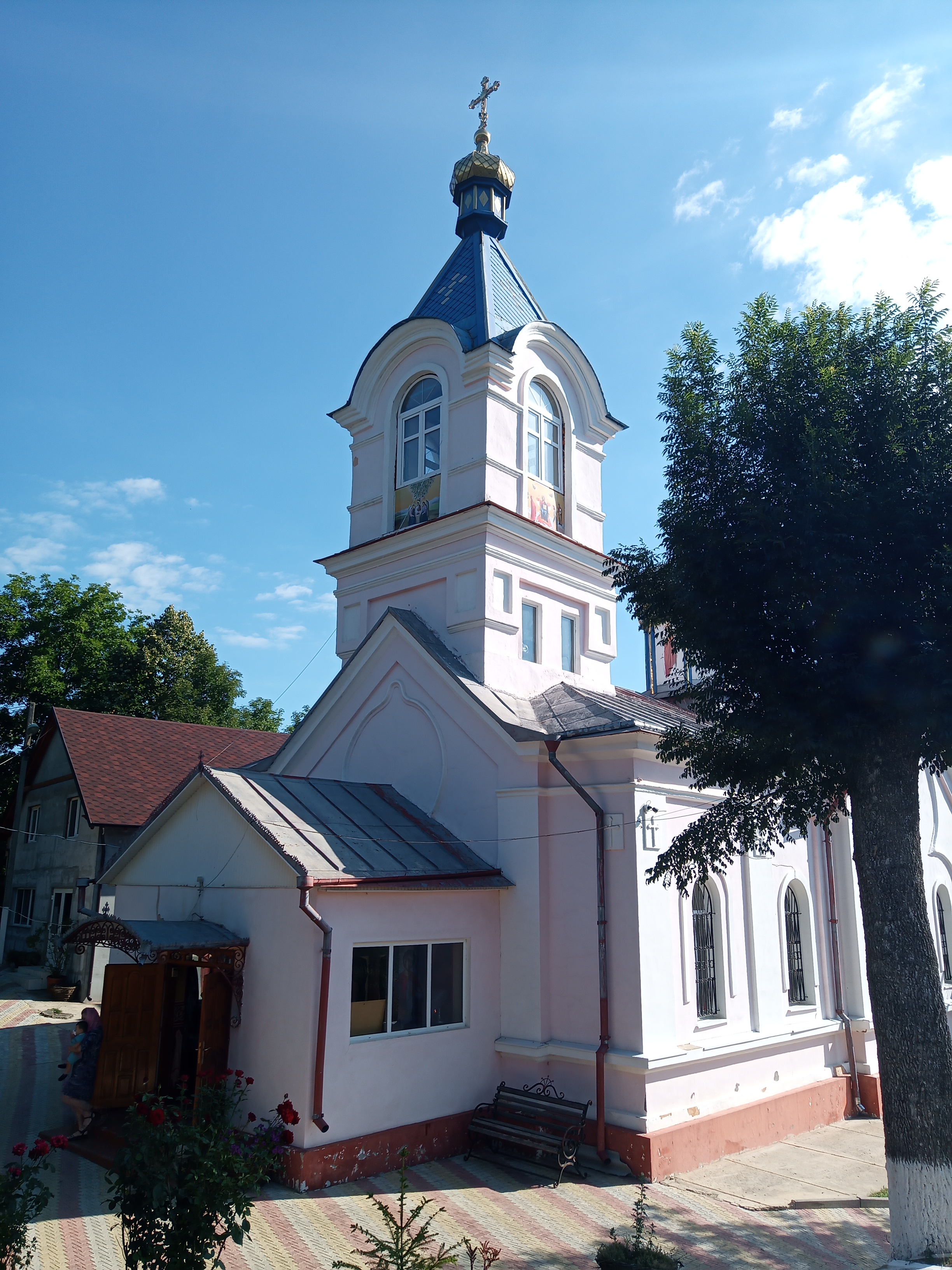
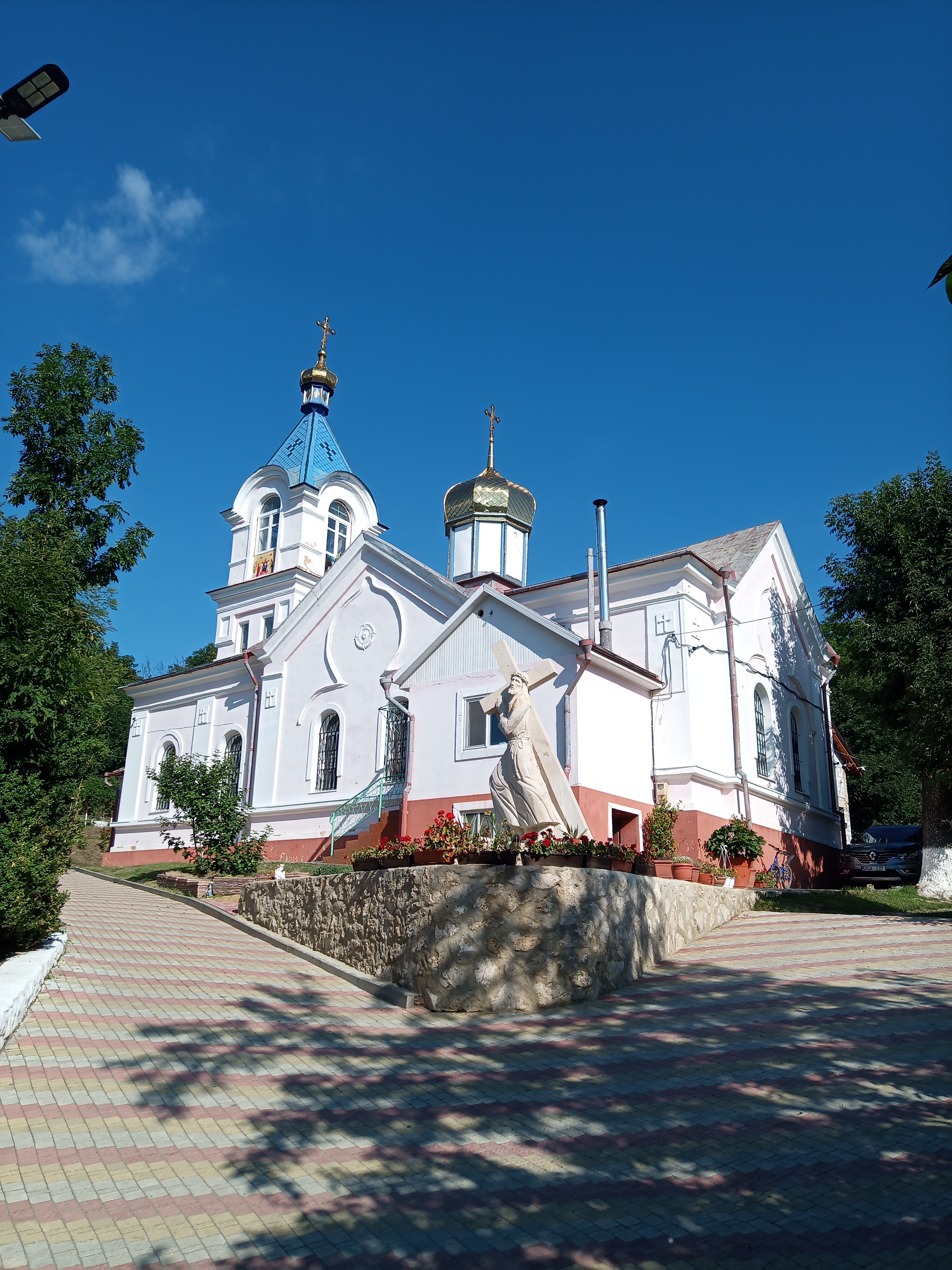
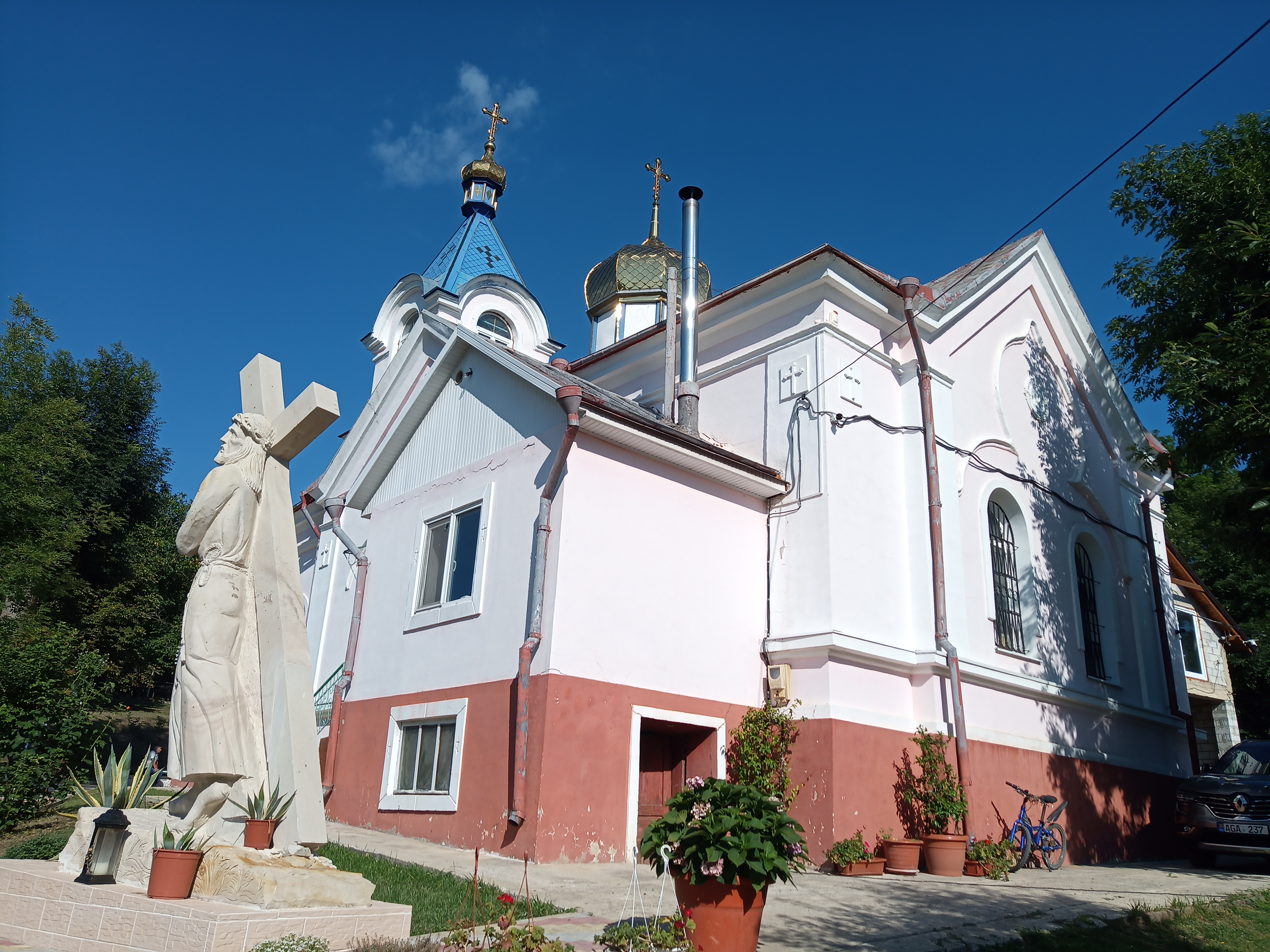
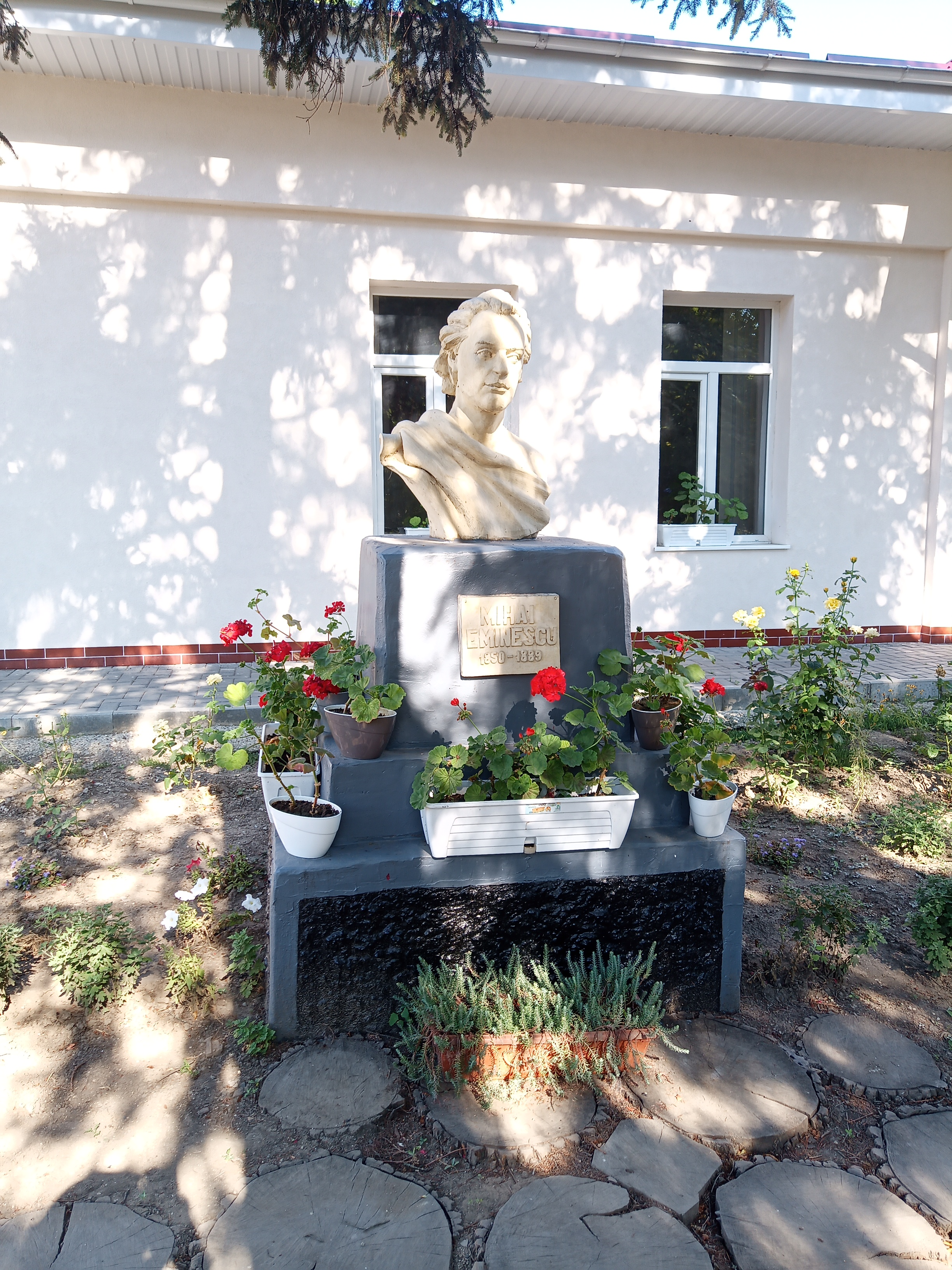
Bustul lui Eminescu din localitate.